# Phrynobatrachus perpalmatus
Phrynobatrachus perpalmatus é uma espécie de anfíbio da família Petropedetidae.
Pode ser encontrada nos seguintes países: República Democrática do Congo, Malawi, Moçambique, Sudão, Tanzânia, Zâmbia, e possivelmente Burundi e Zimbabwe.
Os seus habitats naturais são: florestas subtropicais ou tropicais húmidas de baixa altitude, savanas áridas, savanas húmidas, matagal húmido tropical ou subtropical, campos de gramíneas de baixa altitude subtropicais ou tropicais sazonalmente húmidos ou inundados, pântanos, marismas de água doce, marismas intermitentes de água doce, terras aráveis, pastagens, plantações, jardins rurais, florestas secundárias altamente degradadas, lagoas, áreas agrícolas temporariamente alagadas e canais e valas.